# Epic Comics
Epic Comics var under 1980-talet en underetikett till serieförlaget Marvel Comics. Här gavs främst sådant ut som, till skillnad från majoriteten av förlagets produktioner, inte kunde klassas som superhjälteserier.
Marvel började med att ge ut en Heavy Metal-liknande tidning, Epic Illustrated, under Archie Goodwins redaktörskap. Så småningom växte underavdelningen Epic Comics till sig. Man gav ut serier där serieskaparna själva, olikt Marvels egen policy, fick behålla upphovsrätten till de figurer och serier de skapade. Man gav ut en ganska stor spännvidd av serier, men gemensamt för nästan alla var genren: science fiction, fantasy eller horror. Bland de serier som publicerades av Epic återfinns så skilda alster som Sergio Aragonés humoristiska "Groo" och Bill Sienkiewicz' storverk "Stray Toasters".
 Artikeln var, i den version den hade den 12 juli 2006, helt eller delvis hämtad från Seriewikin (hos Seriefrämjandet): Epic Comics